# Morphium, Mord und kesse Motten
Morphium, Mord und kesse Motten (Originaltitel: Ces dames préfèrent le mambo) ist ein Kriminalfilm aus dem Jahr 1957. Die französisch-italienische Koproduktion mit Eddie Constantine in der Hauptrolle und Lino Ventura in einer Nebenrolle gilt als typischer Constantine-Film.

## Handlung
Burt Brickford war einst ein angesehener Kapitän der US-Marine. Doch nach einem von ihm verschuldeten Schiffsunfall wird er gesucht. Er lebt unerkannt auf einer Insel in Mittelamerika. Eines Tages tauchen ein paar Geschäftsleute auf. Sie wollen Brickford für eine Fahrt nach Kuba als Kapitän engagieren. Er lehnt das Angebot zunächst ab; doch als die Geschäftsmänner ihm einen neuen gefälschten Pass anbieten, nimmt er das Angebot an.
Auf der Fahrt nach Kuba stellt sich heraus, dass die Geschäftsmänner in Wirklichkeit nach einem Schatz aus sind. Bei dessen Bergung wird ein Mordanschlag auf Gérard Lester verübt. Doch es existiert gar kein Schatz. Pérez überfällt das Schiff mit einer Gruppe Piraten. Brickford gelingt es, das Schiff aus der Hand der Piraten zu befreien. Paulo wird nun zum Gegenspieler von Brickford. Paulo will mit dem Schiff Drogen in die USA schmuggeln. Nach einigem Hin und Her gelingt es Brickford, die Verbrecher an Land festzunehmen. Brickford erhält einen neuen Pass und wird von früheren Vergehen freigesprochen.

## Kritiken
- Das Lexikon des internationalen Films urteilte: „Der triviale Abenteuer- und Kriminalfilm um Eddie Constantine reiht Prügeleien, Schüsse und Küsse aneinander, wobei der zynische Witz nicht intelligent genug ist, um den Film annähernd mit Sinn zu füllen.“[1]
- Die Filmzeitschrift Cinema fand: „Ein harmloser Spaß um böse Gaunerstreiche“.[2]